# Sterling SAR-87
SAR-87 — автомат, разработанный сингапурской компанией Стерлинг в качестве улучшенного варианта AR-18 для продажи на экспорт. В качестве одного из возможных заказчиков рассматривались вооружённые силы Великобритании, которые отказались от закупки по причине принятия на вооружение собственного автомата L85.
Также возможна переделка SAR-87 из автомата в пистолет-пулемёт под патрон 9×19 мм путём смены ствола и затворной группы, что было бы полезно для полиции. В настоящий момент проект закрыт.